# ۹۰ (پیش از میلاد)
۹۰ (پیش از میلاد) ۹۰مین سال قبل از تقویم میلادی است.

## درگذشتگان
- آنتیوخوس دهم